# Degranvillea
Degranvillea é um género botânico pertencente à família das orquídeas (Orchidaceae).